# Бриатекст
Бриате́кст (фр. Briatexte, окс. Britèsta) — коммуна во Франции, находится в регионе Юг — Пиренеи. Департамент — Тарн. Входит в состав кантона Гроле. Округ коммуны — Кастр.
Код INSEE коммуны — 81039.

## География
Коммуна расположена приблизительно в 570 км к югу от Парижа, в 45 км северо-восточнее Тулузы, в 28 км к юго-западу от Альби.
На севере коммуны протекает река Даду.

## Климат
Климат умеренно-океанический. Зима мягкая и дождливая, лето жаркое с частыми грозами. Ветры довольно редки.

## Население
Население коммуны на 2010 год составляло 1936 человек.
| 1962 | 1968 | 1975 | 1982 | 1990 | 1999 | 2010 |
| ---- | ---- | ---- | ---- | ---- | ---- | ---- |
| 1340 | 1546 | 1791 | 1865 | 1800 | 1662 | 1936 |

## Администрация
| Период | Период | Фамилия      | Партия                                     | Примечания  |
| ------ | ------ | ------------ | ------------------------------------------ | ----------- |
| 1945   | 1959   | Рене Монтама | Французская секция Рабочего интернационала | сантехник   |
| 1959   | 1965   | Оливье Гий   | беспартийный                               |             |
| 1965   | 1995   | Андре Го     | беспартийный                               | автомеханик |
| 1995   | 2008   | Ив Банке     |                                            | маляр       |
| 2008   | 2020   | Бернар Бакаб | беспартийный — сторонник ФКП               | повар       |

## Экономика
В 2007 году среди 1090 человек в трудоспособном возрасте (15—64 лет) 779 были экономически активными, 311 — неактивными (показатель активности — 71,5 %, в 1999 году было 71,9 %). Из 779 активных работали 694 человека (379 мужчин и 315 женщин), безработных было 85 (32 мужчины и 53 женщины). Среди 311 неактивных 67 человек были учениками или студентами, 152 — пенсионерами, 92 были неактивными по другим причинам.

## Фотогалерея
- Церковь Нотр-Дам
- Интерьер церкви Нотр-Дам
- Военный мемориал
- Дом
- Водяная мельница